# Principi de la barrufeta

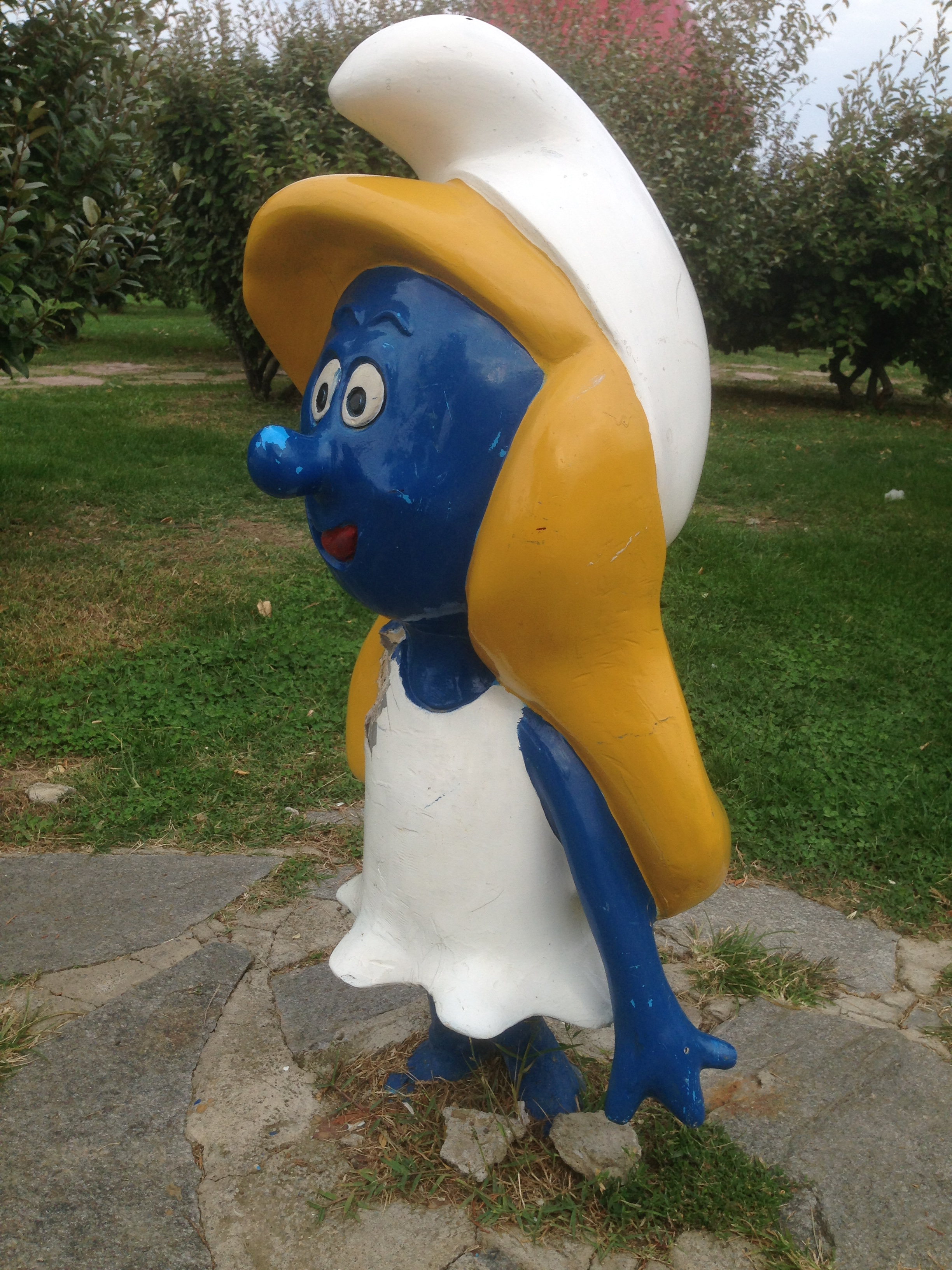
El personatge de la barrufeta

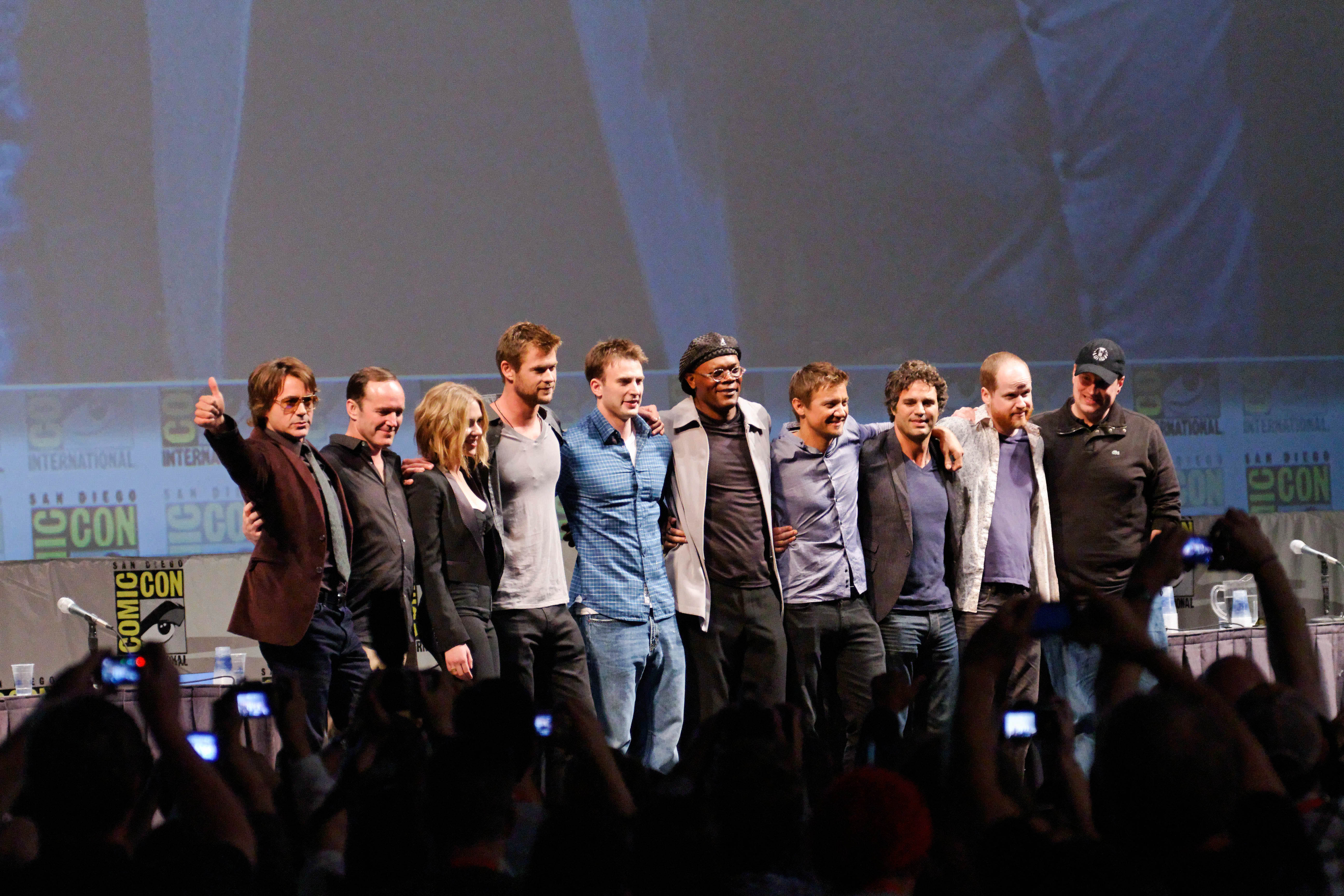
Els actors i actriu dEls venjadors

El principi de la barrufeta és un fenomen que es produeix en alguns universos culturals de ficció (com en sèries de televisió, videojocs, còmics o literatura), especialment d'àmbit infantil, que consisteix en el fet que en el grup de persones que hi apareix, els membres masculins solen tenir alguna característica que els defineixi (com en els barrufets, per exemple, el filòsof, el que canta malament, el bromista, el que té mala sort, el jardiner, etc.) mentre que només hi ha un membre femení, la particularitat del qual és ser dona o noia i que no té cap altra característica especial (com en la comunitat dels barrufets, la barrufeta). En algunes llengües (com en anglès, castellà i francès), aquest personatge té el seu nom en diminutiu, al contrari dels noms dels seus companys, i de fet és habitual en aquest fenomen que el membre femení sigui una noia jove, mentre que els masculins poden tenir diferents edats. No sempre té nom, i és habitualment "la noia" (Vegeu test de Bechdel).
Davant l'universalisme masculí d'un món absent de dones, per a les teories feministes i postfeministes, aquest trop dona una visió del món androcentrista, en què la norma és allò masculí mentre la dona n'és una excepció. També solen marcar-se uns estereotips i rols de gènere molt marcats i limitants per al personatge femení. Això es relaciona amb els terres enganxosos, sostres de vidre i expectatives de les nenes i noies, a més de fomentar la cosificació de la dona, ja que és tractada com a ornament i l'únic rol i funció d'aquesta sol ser ser la germana petita o l'estimada d'algun altre membre i especialment procurar ser bella i atractiva per a un mascle, en general o per al protagonista, i pot crear angoixa a les noies pel que fa a l'aspecte físic del seu cos. A més, la noia és invisible o bé existeix en funció d'algun noi; ells són la trama central mentre que elles, a tot estirar, són perifèriques; els nois són individus lliures i definits mentre que elles en conjunt són un tipus, ells són els que defineixen la trama, els codis ètics i el grup mateix.
Algunes ficcions en què ocorre, a més dels Barrufets, són les primeres temporades de The Big Bang Theory, les primeres pel·lícules de Star Wars, en què és possible veure escenes de milers d'homes i una sola dona, i molts altres films com Els venjadors o Origen, els còmics de Transformers o els titelles infantils The Muppets. També en podem trobar exemples a productes per audiències infantils, com és el cas de Doraemon o Shin-Chan, Toy Story o les pròpies pel·lícules de les princeses de Disney. La producció de TV3 Polseres Vermelles també el reprodueix. El personatge d'en Benito explica al protagonista els diferents papers en un grup d'amics, sent un d'aquests el de "la noia", evidenciant el principi de la barrufeta.
En alguns casos més recents, el personatge femení únic ha passat de ser la dama en perill o l'interès amorós del protagonista a un personatge fort, que ha desenvolupat les seves habilitats gràcies a un esforç excepcional i no de manera innata o natural com els seus companys homes. És el cas del personatge femení de Matrix, Trinity, per exemple, que ja està donant nom a la síndrome de Trinity, malgrat que se sol considerar més aviat una actualització del principi de la barrufeta, i no tant una novetat.

## Història
El concepte procedeix d'un influent assaig escrit per Katha Pollitt per al New York Times Magazine, «The Smurfette Principle» (1991) que es va convertir en un trop sovint citat a Internet: el Principi de la Barrufeta ha estat abordat també per Anita Sarkeesian. El principi pren el nom del personatge de dibuixos animats Barrufeta (de la sèrie d'historietes Els Barrufets) que Pollitt explica en l'assaig:
| « | Els espectacles contemporanis són, o bé protagonitzats essencialment només per homes, com Garfield, o s'organitzen en això que jo en dic el principi de la Barrufeta: una colla d'amics masculins serà accentuada per una dona solitària, definida de manera estereotipada. | » |

Sarkeesian argumenta que aquest trop és nociu perquè només ofereix una visió limitada del que ha de ser una dona, a més del fet que estableix el masculí com a norma i el femení com l'excepció.

## Barrufetes
Alguns personatges femenins que sofreixen del principi de la Barrufeta:
- Miss Piggy a The Muppets
- La Princesa Leia a Star Wars
- Penny a les primeres temporades de The Big Bang Theory
- Gamora a Guardians de la Galàxia
- Abril a Les tortugues Ninja
- Letty a The Fast and the Furious
- Vídua Negra a Els venjadors
- Sue Storm a Els Quatre Fantàstics
- Acerina a Falcons Galàctics
- Agata June a Força G o Gatchaman
- Shizuka a Doraemon